# Гердейк
Гердейк (нід. Geerdijk) — село в нідерландській провінції Оверейсел. Входить до муніципалітету Твентеранд.
Його площа становить 4,52 км², а населення станом на 2021 рік складало 995 осіб.

## Галерея

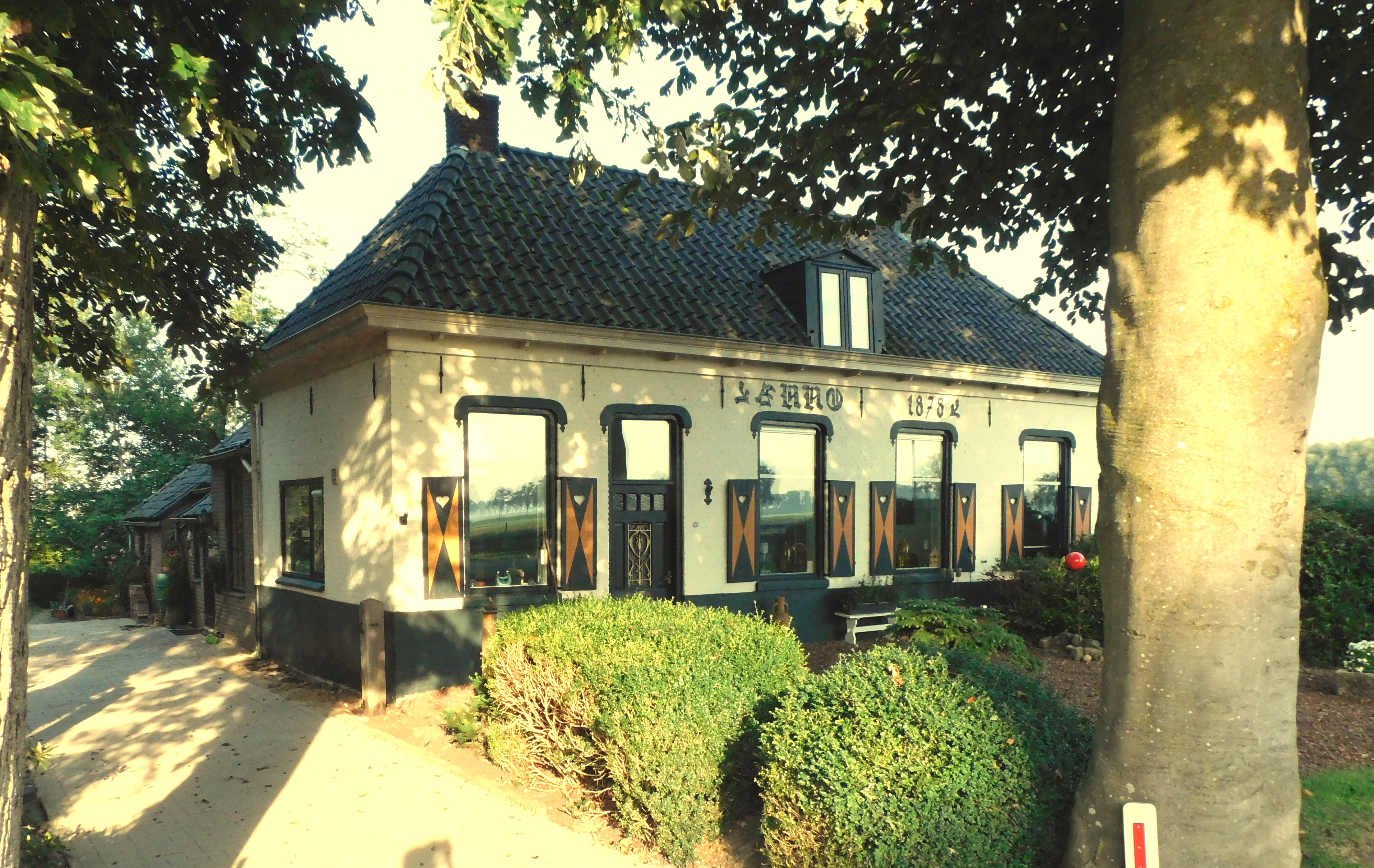
Найстаріший будинок у селі
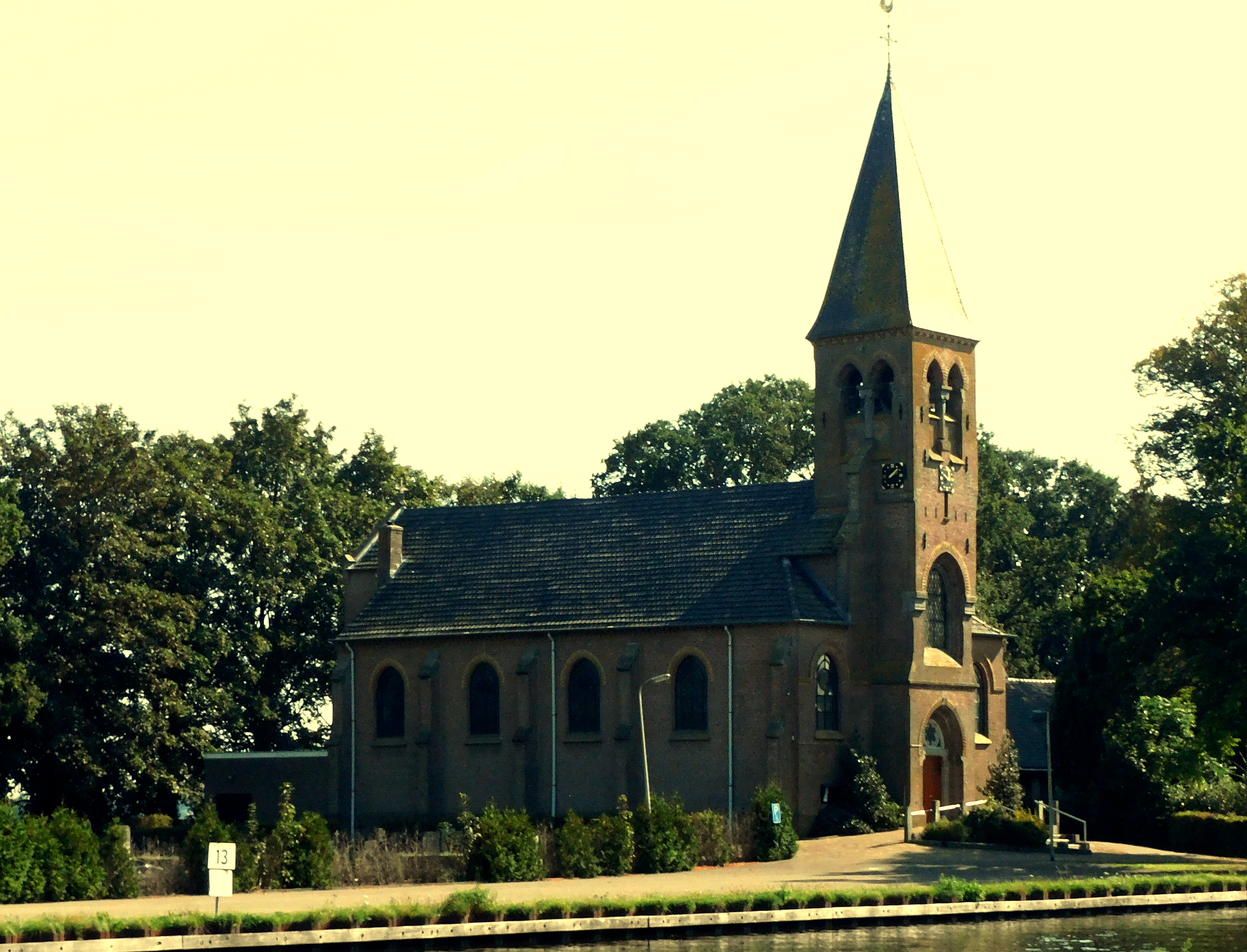
Церква
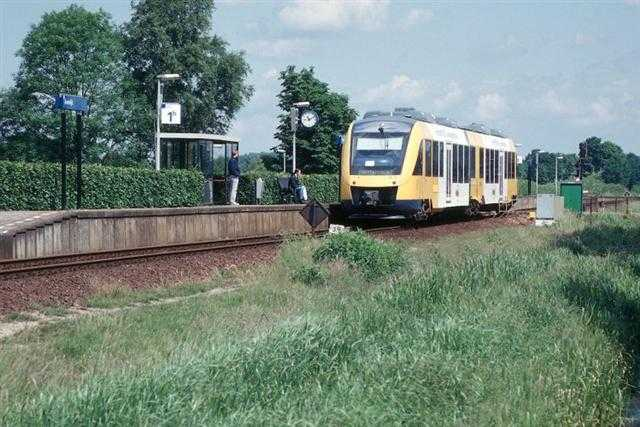
Залізнична станція
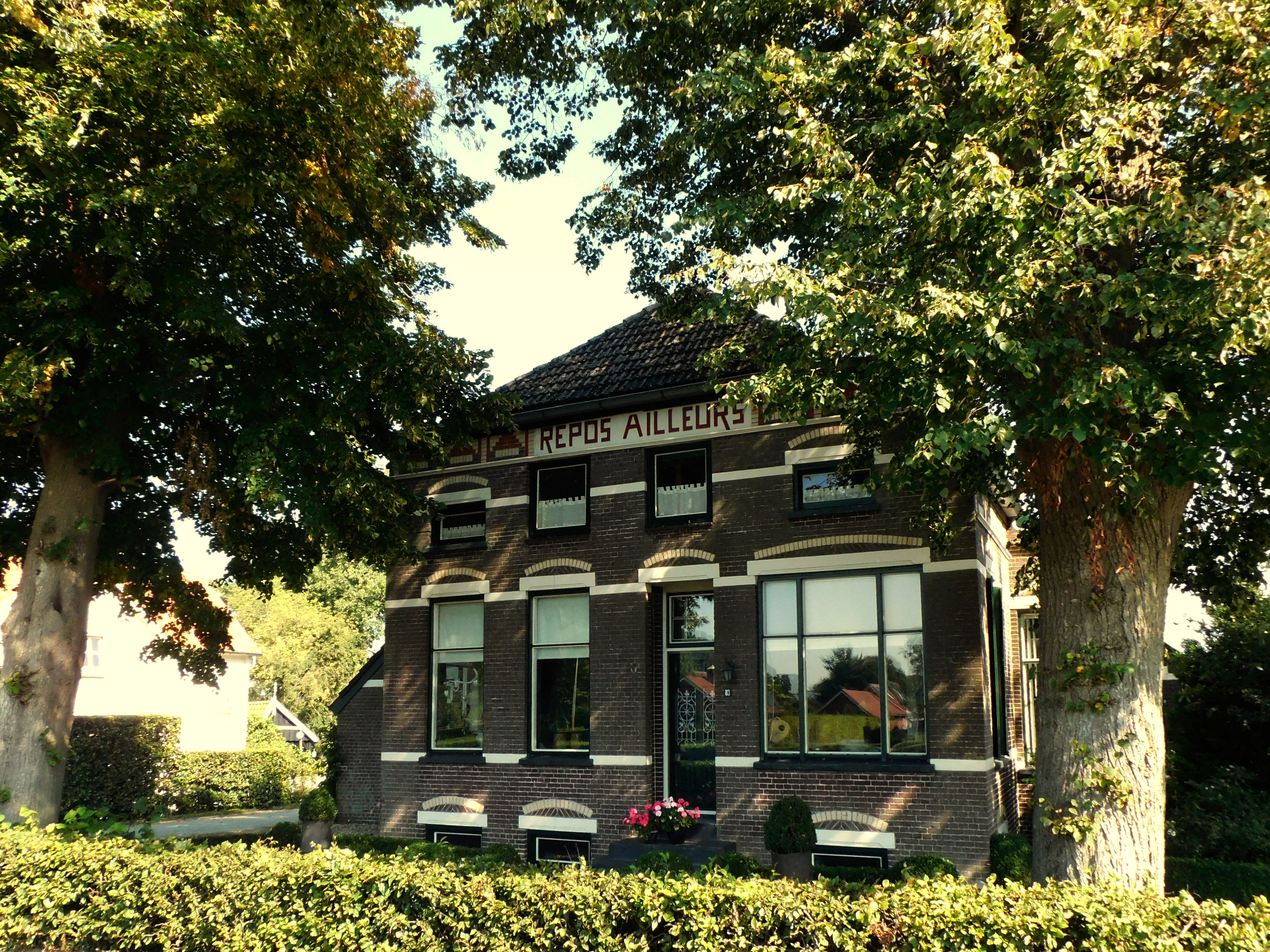